# Chulum Cárdenas
Chulum Cárdenas es una localidad del estado mexicano de Chiapas. Es parte del municipio de Tila.

## Toponimia
El nombre «Cárdenas» rinde homenaje a Lázaro Cárdenas, presidente de México de 1934 a 1940.

## Demografía
| Gráfica de evolución demográfica |
|                                  |

| Censo | Población |
| ----- | --------- |
| 1940  | 43        |
| 1950  | 380       |
| 1960  | 414       |
| 1970  | 450       |
| 1980  | 670       |
| 1990  | 503       |
| 2000  | 947       |
| 2010  | 1 126     |
| 2020  | 1 078     |